# フィリップ・マックス
フィリップ・マックス（Philipp Max、1993年9月30日 - ）は、ドイツ・ノルトライン＝ヴェストファーレン州フィーアゼン出身のプロサッカー選手。パナシナイコスFC所属。ポジションは、ディフェンダー。
元ドイツ代表サッカー選手のマルティン・マックスは実父。

## クラブ経歴
2010年にバイエルン・ミュンヘンの下部組織からシャルケ04の下部組織に移籍。2014年3月のボルシア・ドルトムントとのダービーマッチでユリアン・ドラクスラーと交代しトップチームデビュー。
2014年4月、カールスルーエSCに3年契約で加入。
2015年8月、FCアウクスブルクに延長オプション付きの2年契約で加入。移籍金は360万ユーロ。
2020年9月2日、PSVアイントホーフェンと4年契約を結んだことが発表された。
2023年1月30日、2022-23シーズン終了までアイントラハト・フランクフルトにレンタル移籍をした。また、この移籍にはシーズン終了後の買い取りオプションが付帯する。5月26日に完全移籍となり、3年契約を結んだ。
2024年8月6日、パナシナイコスFCに移籍した。

## 代表歴
リオオリンピック代表メンバーに選出され、銀メダルを獲得した。

## タイトル
PSV
- KNVBカップ 2021-22
- ヨハン・クライフ・スハール 2021, 2022